# Felsőberecki
Felsőberecki is een plaats (község) en gemeente in het Hongaarse comitaat Borsod-Abaúj-Zemplén. Felsőberecki telt 325 inwoners (2001).